# 東国吉
東国吉（ひがしくによし）は、千葉県市原市の市津地区にある大字。郵便番号は290-0163。

## 概要
市原市北部の市津地区にある。地区の東部に位置しており、千葉市緑区との境界にほど近い。かなり山がちな地形となっている。川周辺の平地付近には集落も見られる。

## 地理
北は中野及び高田、東は高倉、東から南は奈良、西は永吉と接している。

## 世帯数・人口
2017年11月1日現在
| 町丁字 | 世帯数  | 人口  |
| ------ | ------- | ----- |
| 東国吉 | 114世帯 | 289人 |

## 通学区域
市立小学校・市立中学校及び県立高等学校の通学区域は以下の通りである。
| 町丁字 | 番地 | 小学校                 | 中学校             |
| ------ | ---- | ---------------------- | ------------------ |
| 東国吉 | 全域 | 市原市立市東第一小学校 | 市原市立市東中学校 |

## 施設
- 市原市立市東中学校

## 交通

### 鉄道
大字内に駅はない。

### 道路
- 千葉県道21号五井本納線
- 千葉県道128号日吉誉田停車場線